# Nomada ulsterensis
Nomada ulsterensis är en biart som beskrevs av Mitchell 1962. Nomada ulsterensis ingår i släktet gökbin, och familjen långtungebin. Inga underarter finns listade i Catalogue of Life.